# 石允常
石允常（？—？），字恒德，浙江台州府寧海縣（今浙江省寧波市寧海縣）人。明朝政治人物。
洪武二十七年（1394年），石允常中式甲戌科二甲第六名進士。歷官河南按察使司佥事，有清廉名望。因懲治宦官，被誣告，贬为常州同知。建文末年，率兵在长江设防。靖難兵渡過長江，石允常辞官歸里。
成祖即位，追论建文年間廢毀官員，石允常堅決不服最，被判戍边三十餘年。年七十方還，卒於旅次舟中。。